# Kristen Hager
Kristen Hager (2 januari 1983, Red Lake (Ontario), 2 januari 1983) is een Canadees actrice. 

## Privé
Hager werd geboren in Red Lake (Ontario), een plaats in de provincie Ontario van Canada. Hager is op 21 december 2020 getrouwd met acteur Matt L. Jones, en maakte op 16 maart 2022 bekend dat zij in verwachting is van hun eerste kind. 

## Carrière
Hager begon in 2005 met acteren in de miniserie Beach Girls, waarna zij nog meerdere rollen speelde in televisieseries en films. Zo speelde zij in onder andere Aliens vs. Predator: Requiem (2007), Being Human (2011-2014), Condor (2018-2020) en Chicago Med (2021-2022). 

## Filmografie

### Films
Uitgezonderd korte films.
- 2020 Allagash - als Debbie Thibault
- 2019 The Turkey Bowl - als Jen
- 2018 Clara - als dr. Rebecca Jenkins
- 2016 In Embryo - als Lilly
- 2015 The Adversaries - als Jamie
- 2015 Life - als Veronica
- 2014 The Barber - als Audrey Bennet
- 2013 The Right Kind of Wrong - als Julie Deere
- 2012 A Little Bit Zombie - als Sarah
- 2011 Servitude - als Jenny
- 2011 Textuality - als Dani
- 2010 Ties That Bind - als Rachel Thomas
- 2009 Sorority Wars - als Heather
- 2009 Leslie, My Name Is Evil - als Leslie
- 2009 You Might as Well Live - als Cookie De Whitt
- 2008 Of Murder and Memory - als Aimee
- 2008 Wanted - als Cathy
- 2007 Aliens vs. Predator: Requiem - als Jesse
- 2007 I'm Not There - als Mona / Polly
- 2005 Recipe for a Perfect Christmas - als Morgan

### Televisieseries
Uitgezonderd eenmalige gastrollen.
- 2021-2022 Chicago Med - als dr. Stevie Hammer - 14 afl.
- 2018-2020 Condor - als Mae Barber - 20 afl.
- 2019 What/If - als Laura - 3 afl.
- 2017 The Kennedys After Camelot  - als Joan Kennedy - 4 afl.
- 2016 Gotham - als Nora Fries - 2 afl.
- 2015 The Expanse - als Ade Nygaard - 2 afl.
- 2011-2014 Being Human - als Nora Levison / Nora Reed - 39 afl.
- 2010 CSI: Miami - als Melissa Walls - 2 afl.
- 2009 Valemont - als Sophie Gracen - 35 afl.
- 2009 Wild Roses - als Adele Edmond - 7 afl.
- 2007 Runaway - als Kylie - 4 afl.
- 2005 Beach Girls - als Skye - 6 afl.